# Henry Eyring
Henry Eyring (20 de febrer de 1901 a Colònia Juárez, Chihuahua, Mèxic - 26 de desembre de 1981 a Salt Lake City, Utah, EUA) fou un químic teòric mexicà nacionalitzat nord-americà. La seva principal contribució fou en l'estudi de cinètica química on desenvolupà la teoria de l'estat de transició.
Eyring fou un autor prolífic, amb més de 600 articles científics, deu llibres científics i alguns llibres sobre la ciència i la religió. Rebé el Premi Wolf en Química el 1980 i la Medalla Nacional de Ciència el 1966 per desenvolupar la teoria de l'estat de transició, un dels esdeveniments més importants de la química del segle xx. D'altres químics més tard reberen el Premi Nobel per treballs basats en els d'Eyring, però ell no l'aconseguí, la qual cosa fou motiu de sorpresa per a molts. La Reial Acadèmia Sueca de Ciències aparentment no entengué la importància de la teoria d'Eyring fins que fou massa tard per concedir-li el Premi Nobel, i li concedí la Medalla Berzelius el 1977 com a compensació parcial.

## Biografia
Eyring, tercera generació d'una família mormona, fou criat en un ranxo a Chihuahua, en una colònia de mormons, els primers 11 anys de la seva vida. El juliol de 1912, els Eyring i uns 4.200 altres immigrants es van veure expulsats de Mèxic pels insurgents durant la Revolució Mexicana i es traslladaren a El Paso, Texas. Després de viure a El Paso durant aproximadament un any, la família Eyring es traslladà a Pima (Arizona), on Henry completà els estudis de secundària i mostrà una aptitud especial per a les matemàtiques i les ciències. També estudià a l'Acadèmia Gila a Thatcher (Arizona), ara Eastern Arizona College, on un dels pilars en la part davantera de l'edifici principal encara porta el seu nom. El seu pare era el LDS principals darrera pràctica de la poligàmia, el que va fer fins a 1954 quan un dels seus dos esposes van morir.
El 1919, Eyring havia rebut una beca de l'estat per a la Universitat d'Arizona, on obtingué els graus d'enginyeria de mines, metal·lúrgia i química. Posteriorment rebé el seu doctorat en química per la Universitat de Califòrnia a Berkeley el 1927 amb una tesi titulada:Una comparació de la ionització per, i per poder aturar, les partícules alfa dels elements i compostos.
Després fou contractat per la Universitat de Princeton com a instructor en 1931 on treballà fins al 1946 quan se li va oferir un lloc com degà de l'escola de postgrau a la Universitat de Utah. L'edifici de la química al campus de la Universitat de Utah està nomenat en honor seu.
Tingué tres fills amb la seva esposa, Mildred Bennion. El major, Edward M. "Ted" Eyring és professor de química a la Universitat de Utah. Henry B. Eyring és el Conseller de la Presidència Primera Presidència de l'Església de Jesucrist dels Sants dels Últims Dies. Harden, B. Eyring, és un administrador de l'educació superior per a l'Estat de Utah.

## Creences religioses
Eyring fou membre de L'Església de Jesucrist dels Sants dels Últims Dies al llarg de la seva vida. Els seus punts de vista de la ciència i la religió poden ser resumits en aquesta cita: "Hi ha algun conflicte entre la ciència i la religió no hi ha conflicte en la ment de Déu, però sovint hi ha un conflicte en les ments dels homes.
Com a membre de l'Església SUD, es va exercir com a president de branca, president del districte, i, durant més de vint anys, un membre de la junta general de l'Escola Dominical Deseret Unió.

## Premis
- AAAS Newcomb Cleveland Prize (1932)
- Bingham Medal (1949) of the Society of Rheology
- Peter Debye Award in Physical Chemistry (1964)
- National Medal of Science (1966)
- Irving Langmuir Award (1967)
- Linus Pauling Award (1969)
- Elliott Cresson Medal (1969) from the Franklin Institute
- T. W. Richards Medal (1975)
- Priestley Medal (1975)
- Berzelius Medal (1979)
- Wolf Prize (1980)
- Membre de la Acadèmia internacional de ciència quàntica molecular

## Publicacions
Henry Eyring és autor, coautor o editor de les següents obres científiques:
- A generalized theory of plasticity involving the virial theorem
- The activated complex in chemisorption and catalysis
- An examination into the origin, possible synthesis, and physical properties of diamonds
- Annual Review of Physical Chemistry
- Basic chemical kinetics
- Deformation Kinetics with Alexander Stephen Krausz
- Electrochemistry
- Kinetic evidence of phase structure
- Modern Chemical Kinetics
- Non-classical reaction kinetics
- Physical Chemistry, an Advanced Treatise (1970)
- Quantum Chemistry
- Reactions in condensed phases
- The significance of isotopic reactions in rate theory
- Significant Liquid Structures
- Some aspects of catalytic hydrogenation
- Statistical Mechanics
- Statistical Mechanics and Dynamics
- Theoretical Chemistry: Advances and Perspectives. Volume 2
- The Theory of Rate Processes in Biology and Medicine with Frank H. Johnson and Betsy Jones Stover
- Theory of Optical Activity (Monographs on Chemistry series) with D.J. Caldwell
- Time and Change
- Valency